# 法蘭克·傑克森 (籃球運動員)
富蘭克林·威利斯·傑克森（1998年5月4日—）為美國男子籃球運動員，現效力於中国男子篮球职业联赛江苏肯帝亚。
2023年7月7日，傑克森與ASVEL簽約。11月15日，傑克森與ASVEL解除合作關係。11月29日，中国男子篮球职业联赛山西汾酒與傑克森簽約。2024年2月28日，山西汾酒取消註冊傑克森，傑克森代表山西汾酒出賽15場，場均可貢獻12.5分、1.7籃板、2.5助攻。6月18日，楠泰爾92與傑克森簽約。11月23日，江苏肯帝亚與傑克森簽約。

## 外部連結
- 法蘭克·傑克森在fiba.basketball（英语）
- 法蘭克·傑克森在NBA（英语）
- 法蘭克·傑克森在歐洲籃球聯賽（英语）
- 法蘭克·傑克森在中国男子篮球职业联赛
- 法蘭克·傑克森在Basketball-Reference.com（NBA）（英语）
- 法蘭克·傑克森在Basketball-Reference.com（NBA G聯盟）（英语）
- 法蘭克·傑克森在Basketball-Reference.com（國際）（英语）
- 法蘭克·傑克森在Sports-Reference.com（NCAA）（英语）
- 法蘭克·傑克森在ESPN（NBA）（英语）
- 法蘭克·傑克森在Eurobasket.com（球員）（英语）
- 法蘭克·傑克森在Proballers（英语）
- 法蘭克·傑克森在RealGM（英语）
- 法蘭克·傑克森在中国篮球数据库